# Mess (flod)
Mess är ett vattendrag i Luxemburg.   Det ligger i distriktet Luxemburg, i den södra delen av landet, 12 kilometer sydväst om huvudstaden Luxemburg.
I omgivningarna runt Mess växer i huvudsak blandskog. Runt Mess är det ganska tätbefolkat, med 108 invånare per kvadratkilometer.